# І знову Аніскін
«І знову Аніскін» (рос. «И снова Анискин») — радянський трисерійний художній фільм, знятий у 1978 році режисерами  Михайлом Жаровим і  Віталієм Івановим. Останній фільм трилогії про сільського дільничного міліціонера Аніскіна.

## Сюжет
З сільського музею викрадено старовинні предмети прикладного мистецтва. Під підозру потрапляють відразу кілька місцевих жителів. Після ретельного розслідування обставин справи про музейну крадіжку Аніскін прийшов до висновку, що людина, яка намагалася втекти з викраденими цінностями на річковому пароплаві, і є злодієм…

## У ролях
- Михайло Жаров —  Федір Іванович Аніскін, сільський дільничний і майор міліції
- Тетяна Пельтцер —  Глафіра Лук'янівна Аніскіна, його дружина
- Лідія Смирнова —  Євдокія Миронівна Проніна, продавчиня сільського магазину
- Роман Ткачук —  Геннадій Миколайович Поздняков, завідувач клубом
- Юрій Пузирьов —  Юрій Буровських, шабашник-гітарист
- Микита Подгорний —  Єгор Венедиктович Бережков, художник і директор музею
- Борис Щербаков —  Іван Макарович Григор'єв, матрос, що загуляв
- Валерій Носик —  Лютіков, детектив-любитель
- Олександр Бєлявський —  Євген Олександрович Молочков, він же «Філін», він же Іван Чулимський, злодій
- Маргарита Фоміна —  Віра Іванівна Коса
- Лев Борисов —  Василь Степанович Неганов, тримач кубла
- Віктор Борцов —  Жора Сидоров, тракторист
- Валерій Володін —  Ігор Володимирович Орлов, слідчий  (2-3 серії)
- Анна Жарова —  Аня, вихователька в дитячому садку
- Вадим Захарченко —  Опупков, шабашник
- Інна Кара-Моско —  Лариса Миколаївна Бережкова, дружина художника
- Люсьєна Овчинникова —  Ольга Пєшева, доярка
- Валентина Березуцька —  Сузгіна, вона ж Ликера Сузгіна
- Анастасія Зуєва —  Єлизавета Григорівна Толстих
- Варвара Обухова —  Анна Валеріанівна Кольцова
- Валерій Малишев —  Іван Іванович, голова колгоспу
- Семен Соколовський —  Семен Семенович Пекарський, капітан пароплава «Преображенський»  (2-3 серії)
- Станіслав Чекан —  Іван Петрович Кусков, шабашник
- Вадим Мадянов —  Петька Потанін, бригадир і сільський хлопець  (1-2 серії)
- Єлизавета Кузюріна —  Василиса, сільська мешканка
- Клавдія Козльонкова —  Степанида Семенівна, бригадирка доярок
- Андрій Купріянов —  сільський хлопчик  (1-2 серії)
- Наталія Стриженова —  подруга матроса Григор'єва  (3 серія)

## Знімальна група
- Автор сценарію:  Віль Ліпатов
- Режисери:  Михайло Жаров,  Віталій Іванов
- Оператор:  Анатолій Буравчиков
- Художник:  Борис Дуленков
- Композитор:  Володимир Шаїнський